# Rhyacophila lusitanica
Rhyacophila lusitanica là một loài Trichoptera trong họ Rhyacophilidae. Chúng phân bố ở miền Cổ bắc.